# A Villám
A Villám (eredeti cím: The Flash) egész estés amerikai film, mely az 1990-es The Flash című  televíziós sorozat pilot epizódja. A forgatókönyvet Danny Bilson, Paul De Meo és Denise Skinner írta, Robert Iscove rendezte, a producere Don Kurt, Michael Lacoe, Steven Long Mitchell és Craig W. Van Sickle, a zenéjét Dennis Dreith, Jeff Marsh és Shirley Walker szerezte. A Pet Fly Productions és a Warner Bros. Television készítette. Amerikában 1990. szeptember 20-án mutatták be a CBS csatornán, később pedig VHS-n is kiadták.

## Szereplők
| Szereplő              | Színész             | Magyar hang      |
| --------------------- | ------------------- | ---------------- |
| Barry Allen / Villám  | John Wesley Shipp   | Stohl András     |
| Tina McGee            | Amanda Pays         | Tóth Éva         |
| Julio Mendez          | Alex Desert         | Kálid Artúr      |
| Iris West             | Paula Marshall      | Madarász Éva     |
| Pike                  | Michael Nader       | Széles László    |
| Jay Allen             | Tim Thomerson       | Ujréti László    |
| Nora Allen            | Priscilla Pointer   | Csűrös Karola    |
| Lila                  | Lycia Naff          | Hámori Eszter    |
| Joe Kline             | Richard Belzer      | Cs. Németh Lajos |
| Arthur Cooper ezredes | Robert Hooks        | Csikos Gábor     |
| Henry Allen           | M. Emmet Walsh      | Láng József      |
| Eve Allen             | Patrie-Allen        | Balogh Emese     |
| Murphy                | Biff Manard         | Wohlmuth István  |
| Bellows               | Vito D'Ambrosio     | Balázsi Gyula    |
| Rick                  | Wayne Pere          | Imre István      |
| Shawn Allen           | Justin Burnette     | Szalay Csongor   |
| Tyrone                | Eric Da Re          | Boros Zoltán     |
| Scott                 | Ricky Dean Logan    | Fekete Zoltán    |
| Linda Park            | Mariko Tse          | Csere Ágnes      |
| Dr. Lawrence          | Sam Vlahos          | Rosta Sándor     |
| Petrolli              | Josh Cruze          | ?                |
| SWAT-kapitány         | David L. Crowley    | ?                |
| Anyuka                | Virginia Morris     | ?                |
| Fiatal apuka          | Richard Hoyt-Miller | ?                |
| Fiatal anyuka         | Jan Stango          | ?                |
| Pincér                | Brad ”Cat” Sevy     | ?                |